# Distrito de Stormarn
El Distrito de Stormarn (en alemán: Kreis Stormarn) es un Landkreis (distrito) del estado federal de Schleswig-Holstein (Alemania). El distrito pertenece a la Región Metropolitana de Hamburgo y tiene como capital de distrito la ciudad de Bad Oldesloe.

## Geografía
El Kreis Stormarn limita al norte con el distrito de Segeberg, al noroeste con el distrito de Ostholstein y con la ciudad independiente (kreisfreie Stadt) de Lübeck, al este y sur del distrito se encuentra la frontera del distrito de Herzogtum Lauenburg y al oeste la ciudad de Hamburgo. El punto geográfico más elevado del distrito es el Kleine Hahnheider Berg con 100 NN.

## Cultura
- Palacio de Ahrensburg
- Palacio de Reinbek
- Monasterio de Nütschau

## Composición del distrito
(Habitantes a 30 de septiembre de 2005)
| Ciudades | Ciudades | Ciudades |
| --- | --- | -------- |
| - 1. Ahrensburg, Ciudad (30.134) - 2. Ammersbek (9.238) - 3. Bad Oldesloe, Ciudad (24.035) - 4. Bargteheide, Ciudad (13.973) - 5. Barsbüttel (12.360) - 6. Glinde, Ciudad (16.039) | - 7. Großhansdorf (9.069) - 8. Oststeinbek (7.810) - 9. Reinbek, Ciudad (25.598) - 10. Reinfeld, Ciudad (8.451) - 11. Tangstedt (6.276) |          |

Unión de municipios/ciudades
| - 1. Amt Bad Oldesloe-Land [Sitz: Bad Oldesloe] 1. Grabau (796) 2. Lasbek (1.188) 3. Meddewade (782) 4. Neritz (333) 5. Pölitz (1.184) 6. Rethwisch (1.080) 7. Rümpel (1.310) 8. Steinburg (2.513) 9. Travenbrück (1.744) - 2. Amt Bargteheide-Land [Sitz: Bargteheide] 1. Bargfeld-Stegen (2.804) 2. Delingsdorf (2.074) 3. Elmenhorst (2.274) 4. Hammoor (1.167) 5. Jersbek (1.818) 6. Nienwohld (474) 7. Todendorf (1.029) 8. Tremsbüttel (1.874) | - 3. Amt Nordstormarn [Sitz: Reinfeld (Holstein)] 1. Badendorf (786) 2. Barnitz (842) 3. Feldhorst (613) 4. Hamberge (1.342) 5. Heidekamp (471) 6. Heilshoop (614) 7. Klein Wesenberg (767) 8. Mönkhagen (659) 9. Rehhorst (702) 10. Wesenberg (1.103) 11. Westerau (805) 12. Zarpen (1.588) - 4. Amt Siek 1. Braak (787) 2. Brunsbek (1.633) 3. Hoisdorf (3.521) 4. Siek (Amtssitz) (1980) 5. Stapelfeld (1.477) | - 5. Amt Trittau 1. Grande (670) 2. Grönwohld (1.324) 3. Grossensee (1.732) 4. Hamfelde) (527) 5. Hohenfelde (60) 6. Köthel (379) 7. Lütjensee (3.206) 8. Rausdorf (228) 9. Trittau (Amtssitz) (7.639) 10. Witzhave (1.408) |

## Literatura
- Barbara Günther (Hg.): Stormarn-Lexikon. Neumünster 2003. ISBN 3-529-07150-1
- Johannes Spallek: Stormarn zwischen Alster und Bille. Wachholtz Verlag, Neumünster 1994. ISBN 3-529-05512-3
- Helmuth Peets: Stormarn ist einen Ausflug wert. Oho Verlag, Bad Oldesloe 1999. ISBN 3-9804959-1-4
- Günther Bock, Hans-Jürgen Perrey, Michael Zapf: Stormarn. Geschichte, Land und Leute. Medien-Verlag, Hamburgo 1994. ISBN 3-929229-22-6